# Portal de Sant Pere (Vilabella)
El Portal de Sant Pere és una obra de Vilabella (Alt Camp) inclosa a l'Inventari del Patrimoni Arquitectònic de Catalunya.

## Descripció
L'antic portal de Sant Pere està situat al final del carrer del mateix nom. El formen dos arcs: un interior, d'arc de mig punt amb catorze dovelles de pedra disposades radialment, i un altre exterior, d'arc escarser, amb dovelles de pedra de talla irregular. Aquest element es conserva en bon estat.

## Història
El portal de Sant Pere és l'única que actualment es conserva dels quatre existents a la primitiva muralla de Vilabella del Camp. Ubanísticament aquest portal formava part de l'eix principal de l'antig a medieval, limitat a l'altre extrem pel casal de la família Castellví.